# الصفرة (الرقة)
الصفرة قرية سورية تتبع ناحية الجرنية في منطقة الثورة في محافظة الرقة. بلغ عدد سكانها 3 نسمة في عام 2004 حسب إحصاء المكتب المركزي للإحصاء.